# 米格爾·卡斯楚
米格爾·安海爾·卡斯楚（西班牙語：Miguel Ángel Castro，1994年12月24日—），為美國職棒大聯盟的投手，目前效力於休士頓太空人。他先前曾效力過藍鳥、洛磯、金鶯、大都會、洋基與亞利桑那響尾蛇等隊。

## 職業生涯

### 多倫多藍鳥
2015年，卡斯楚受邀參加大聯盟春訓。3月31日，球隊正式讓他成為牛棚投手。他在4月6日登上大聯盟，後援1.1局無失分。當時他以20歲又103天的年紀成為藍鳥隊史上最年輕的球員，不過這項紀錄在兩天後就被隊友Roberto Osuna打破。由於隊友布雷特·塞西爾表現不佳，因此球隊在4月9日開始讓卡斯楚擔任球隊的終結者。他在當天拿下大聯盟首次救援成功，後來他在6次救援機會成功守下4次。5月3日，他被下放到3A。

### 科羅拉多洛磯
2015年7月28日，藍鳥將卡斯楚、荷西·雷耶斯、Jeff Hoffman和Jesús Tinoco交易到洛磯，換來特洛伊·托洛維斯基和LaTroy Hawkins。卡斯楚先待在洛磯3A，並在9月透過擴編登上大聯盟。2017年4月2日，他遭到球隊指定讓渡。

### 巴爾的摩金鶯
2017年4月7日，洛磯將卡斯楚交易到金鶯，換來一名日後指定球員和現金。他在金鶯隊的第一年，防禦率為3.53。
隔年卡斯楚出賽63場比賽，防禦率為3.96。他整季發生3次投手犯規為大聯盟最多。2019年，他被敲出大聯盟最多的10支全壘打，防禦率上漲到4.66。

### 紐約大都會
2020年8月31日，金鶯將卡斯楚交易到大都會，換來Kevin Smith和Victor Gonzalez。2020年，他合計出賽26場比賽，防禦率為4.01。2021年，卡斯楚寫下生涯新低的3.45防禦率。
2022年3月22日，為了避免薪資仲裁，卡斯楚和大都會簽下262萬美元的合約。

### 紐約洋基
2022年4月3日，大都會將卡斯楚交易到洋基，換來喬利·羅德里格斯。

## 個人生活
卡斯楚的父親是一名拳擊手，卡斯楚曾將部分簽約金拿去給父親動手術，來治療他的前列腺纖維瘤。

## 外部連結
- 球員資訊和成績在MLB，ESPN，Baseball-Reference，Fangraphs（英文）

| 奖项与成就              | 奖项与成就              | 奖项与成就               |
| ----------------------- | ----------------------- | ------------------------ |
| 前任者： Dilson Herrera | 國聯最年輕的球員 2015年 | 繼任者： 胡立歐·烏瑞亞斯 |